# Rekwizyt

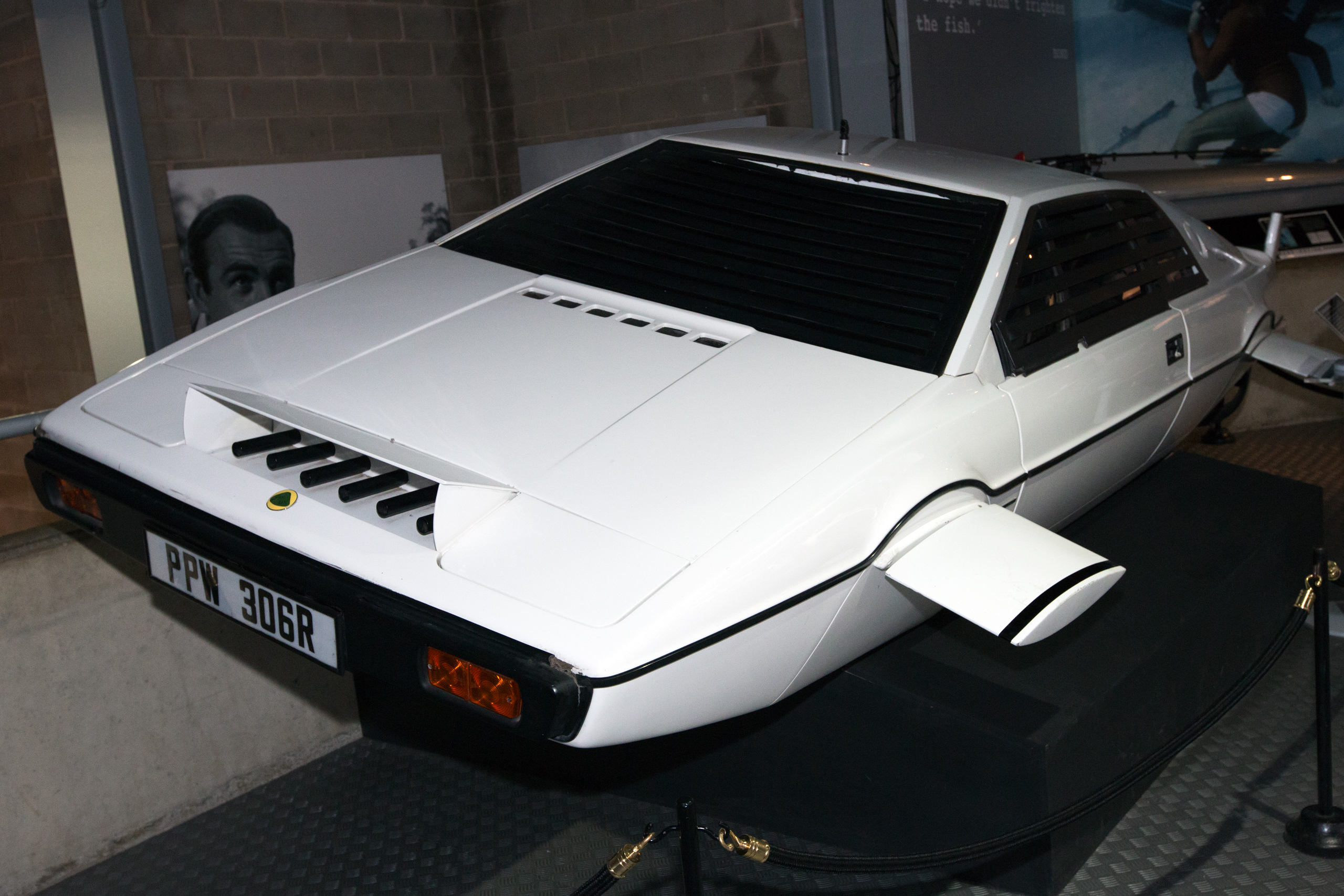
Rekwizyt filmowy (pojazd z filmu Szpieg, który mnie kochał)

Rekwizyt – element przedmiotowy, który niezależnie od związanej z właściwym mu systemem elementarnym funkcji ilustracyjnej, pełni jeszcze instrumentalną, swoistą dlań rolę.
Rekwizyt to przedmiot, sprzęt niezbędny do wystawienia sztuki teatralnej. Rekwizyty funkcjonują również w filmie i literaturze. Są odpowiedzialne za kreowanie rzeczywistości, warunkują właściwy odbiór sztuki, filmu, książki, nadają klimat. Pomagają w tworzeniu relacji bohater-otoczenie.